# Арангурен де Авиньярро, Хосе
Хосе Мария де Арангурен-и-де Аньиварро (исп. José María de Aranguren y de Añivarro; 25 мая 1821, Бильбао — 13 марта 1903) — испанский композитор и музыкальный педагог.

## Биография
Родился 25 мая 1821 года в городе Бильбао в семье дона Антолина де Арангурена и доньи Клары Антония де Аньиварро. В детстве учился игре на фортепиано у местного органиста Николаса Ледесмы, занимался также скрипкой. В 1843 году он отправился в Мадрид, чтобы изучить композицию в консерватории, и с 1844 по 1848 год обучался под руководством дона Мигеля Илариона Эславы. В дальнейшем сам преподавал там, поначалу фортепиано, а затем гармонию и композицию. Опубликовал два учебника фортепианной игры (1855, 7 переизданий, и 1894), «Пособие для певцов и инструменталистов» (исп. Prontuario para los сantantes é instrumentistas; 1861), «Практическое пособие по гармонии» (исп. Guía práctica de armonía; 1879). Занимался популяризацией и педагогическим внедрением трактата по гармонии своего учителя Эславы. В 1881 году вышел в отставку и вернулся в Бильбао, где открыл собственное музыкальное издательство. Автор многочисленной религиозной музыки.